# William Goldsbro
William Bertrand Goldsbro (ur. 30 sierpnia 1884 w Toronto, zm. 1 maja 1937 tamże) – kanadyjski lekkoatleta, długodystansowiec.
Podczas igrzysk olimpijskich w Londynie (1908) zajął 16. miejsce w maratonie z czasem 3:20:07,0.

## Rekordy życiowe
- Bieg maratoński – 2:52:54 (1908)